# Høvlebænk
En høvlebænk er først og fremmest snedkerens og til dels tømrerens arbejdsbord.

## Formål
En høvlebænks formål er at kunne holde råemner fast, mens de bliver høvlet, bearbejdet med stemmejern, bor og lignende. Råemnerne kan være glatte eller rå: lister, planker, plader m.v.
Et andet formål er at kunne holde mere eller mindre forarbejdede emner sammen – i en god arbejdshøjde på ca. 80-90 cm, f.eks. under bearbejdning af: skuffer, reoler, stole.

## Opfindelse og historisk
Høvlebænken har en lang historie bag sig. Ifølge R. A. Salaman (se litteraturlisten efter denne artikel) brugte de gamle romere et bord, bestående af en kraftig plade monteret på fire spredte ben. Til at fastholde emnerne brugte de holdehager, mens de ikke udnyttede deres kendskab til skruen til at lave egentlige tænger. Høvlebænken var derfor i århundreder blot et bord med nogle duphuller; sådanne arbejdsborde bruges endnu i Sydeuropa og de angelsaksiske lande (USA inkl).
Som den ser ud i dag, er den af tysk oprindelse. Den kom fuldbåren til verden i Nürnberg omkring år 1500, hvor en Löffelholz forsynede den med skruetænger, men der gik mere end 200 år, inden den blev almindelig. Det er temmelig bemærkelsesværdigt, at der skulle gå så lang tid med udvikling af høvlebænken, for høvlen blev rigtig almindelig netop i slutningen af middelalderen (skønt den allerede da havde været kendt på disse kanter i 1200 år).

## Høvlebænkens tænger
Høvlebænkens fornemste indretninger er tængerne, de to "skruestikker", laden er forsynet med. Tængerne spændes med spindler, i dag almindeligvis af jern. Håndtaget hedder en tangstok.

Danske høvlebænke er forsynet med typisk en fortang og en bagtang. Bagtangen kaldes også indspændingstang eller blot spændetang.
Snedkerbænkens bagtang er vinkelformet og har 1–3 duphuller i den "blok", der glider langs laden styret af en kulisse. Vinkeltangen er betegnelse for den vinkelformede bagtang på snedkerbænken.
Bagtangen kendes ikke i Middelhavslandene eller Amerika, hvor man knap nok bruger høvlebænk i det hele taget, men tager til takke med nogle mærkværdige borde, som vi danskere ville have svært ved at vænne os til. Sådanne er illustreret hos Diderot i den store Encyclopédie fra slutningen af 18. århundrede.

## Høvlebænketyper og anvendelser
Fælles for alle høvlebænke er, at de består af en kraftig planke, der hviler på et forsvarligt træstel eller – som set på Nationalmuseets konserveringsanstalt – et stel af metalrør, der gør det muligt at regulere arbejdshøjden.
Høvlebænken findes i mange forskellige udførelser, størrelser og med lige så mange forskellige navne. Ligesom de er indrettet eller udformet efter det særlige behov, den enkelte snedker har. Derfor vil enhver snedker finde sin egen høvlebænk mest praktisk, hvis han da hører til dem, der bruger den – det er nemlig ikke alle. Det til trods kan man finde den i en eller anden form på stort set alle snedkerværksteder.

Laden har en tykkelse på 5-10 cm, bredden normalt omkr. 30 cm, men er dertil bagtil forsynet med en fordybning, biladen, hvor værktøjet kan lægges, så det er lige for hånden, når der er brug for det, og hvor det ikke generer arbejdet på den høje del af laden.
Langs ladens forkant og i bagtangen er lodret nedstemt en række duphuller til isætning af bænkduppe, hvis formål er at fastholde emnet, mens det bearbejdes.

## Karetmagerbænk
De bænke, der stod på Holmstrup Husflidsskole på Fyn i 1950-erne, blev kaldt "karetmagerbænke". De havde to rækker duphuller, og altså et i hver side af bagtangen, der fyldte hele ladens bredde. Bagtangen så nogenlunde sådan ud, men fyldte hele ladens bredde.

## Fugebænk
Fugebænken er muligvis en høvlebænk uden bagtang. Det kan dog også være en pløjebænk, som den der ses på illustrationen. 

## Andre arbejdsbænke og arbejdspladser
Billedskærerbænkens fortang er formentlig et lån fra høvlebænkens bagtang.
De forskellige træsmede har omarbejdet høvlebænken og tilpasset den sine egne behov. Nogle kan klare sig med en kort, let bænk, andre skal have en lang, tung; ligeledes er der forskel på tængernes udformning, bl.a. med hensyn til antal og placering af duphullerne.
En modelsnedkerbænk har specielt udformede tænger: bagtangen har ikke spindel, den kan trækkes ud og ind, men en forkilingsmekanisme gør, at man kan spænde emner fast alligevel.
Sluttelig kommer der en række forskelligt udformede høvlebænke, først og fremmest beregnet til hobby- og sløjdbrug. De er alle mindre end snedkerbænken. Jeg har dog set en sådan hobbybænk i brug hos violinbygger Jørgen Nielsen i København, men en instrumentmager har ej heller behov for 2 meter arbejdsplads, omend hans hænder er på størrelse med en møggreb.
Andre fag har andre behov, en bødkers arbejdsbord kaldes briks eller forbord, og består almindeligvis af 3-4 vandrette planker, der dels støtter emnet under arbejdet, dels er til at lægge værktøjet fra på. Af andre betegnelser kan nævnes: Ankerblok, arbejdsblok eller blot blok, arbejdsklods, drittelblok, delle (arbejdsbord), eller dælling.
Møbelpolstrere (sadelmager, tapetserer) bruger særlige polstrerbukke i deres arbejde.
Karetmagere har særlige bukke i brug på værkstedet; de er alle behandlet under opslagene fælgbuk og hjulbuk.
I skoven bruges en særlig filebuk ved filing af de lange save, og ligeledes i skoven findes en gaffelbuk.
Bødkerbænk eller bødkerstol kaldes også tællehest, båndstol, eller det, der er bedre kendt under betegnelsen skærebænk, som bødkeren bruger, når han sidder og tildanner stave med båndkniven. Bødkerbænken er for en bødker, hvad høvlebænken er for en snedker. Båndstol kaldes den også.
Langbænk er en form for langt arbejdsbord, eller -bænk uden tvinger ofte placeret under vinduerne langs værkstedsvæggen på visse værksteder. På Frederikssund Bådeværft gik man ifølge Helge Askholm "hen på hylden", når man arbejdede ved den.

## Kolonnebænk
Kolonnebænken, eller sløjdbænken er en rent dansk opfindelse fra omkr. 1890, hvor en eller to kolonner er fælles om en lang bilade), en fordybning på tværs af rækkens forende; den bruges i skolernes sløjdsale. Det var dansk sløjdundervisnings grand old man, Aksel Mikkelsen, der opfandt og udviklede den, sådan at én lærer kunne holde øje med en hel flok drenge på én gang. (Om Mikkelsens virke kan man også læse under sløjd og i Dansk Biografisk Leksikon). Særligt for sløjdhøvlebænken er, at den har to rækker duphuller, så bænken er lige anvendelig for venstrehåndede som for højrehåndede elever. En venstrehåndet snedker ville i tidligere tid fremstille sin egen høvlebænk spejlvendt af dem, de højrehåndede brugte. I en typisk sløjdsal var der 36 elevhøvlebænke.

## Transportabel bænk
I tidens løb er der gjort forsøg på at udvikle forskellige transportable høvlebænke, der kan monteres på en planke eller en buk og som med lethed kan være i rygsækken og anbefales især bygningssnedkere. Den er egentlig blot en kombineret for- og bagtang fremstillet af "jern og stål", og som monteret på en passende planke kunne gøre det ud for en art høvlebænk.
Arbejdsbænken er en kombineret skruestik, høvlebænk og arbejdsbord. Den fås i forskellige udførelser, og kan klappes sammen, så den med lethed kan transporteres mellem arbejdspladserne, og den har typisk to arbejdshøjder. Arbejdsbænke bruges netop med fordel på steder, hvor der ikke er plads til en egentlig høvlebænk, eller hvor en sådan ville være for besværlig at bringe med. På samme tid holder den bedre på emnerne end ørtebænk, bukke, trappestige, skammel, de bare lår, eller noget tilsvarende. Arbejdsbænken kaldes også universalarbejdsbænk.